# 12485 Jenniferharris
12485 Jenniferharris eller 1997 GO1 är en asteroid i huvudbältet som upptäcktes den 7 april 1997 av NEAT vid Haleakalā-observatoriet. Den är uppkallad efter Jennifer Harris Trosper.
Den tillhör asteroidgruppen Nysa.